# My Ship

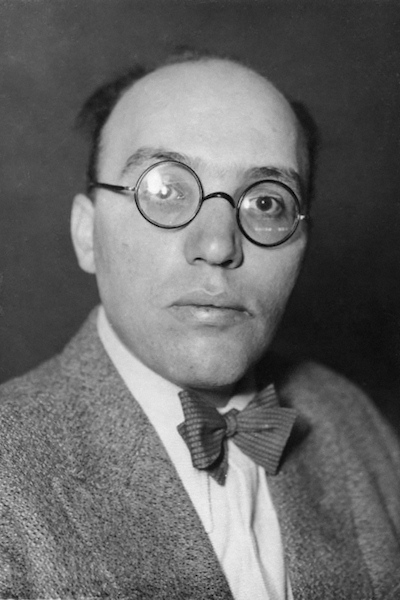
Komponist des Liedes: Kurt Weill

My Ship ist ein populärer Song, der für das 1941 uraufgeführte Broadway-Musical Lady in the Dark geschrieben wurde. Die Musik stammt von Kurt Weill, der Liedtext von Ira Gershwin.

## Hintergrund
Der Song soll „andante espressivo“ gespielt werden; Ira Gershwin beschreibt den Song als „von Kurt orchestriert, um bisweilen lieblich und einfach zu klingen, bisweilen mysteriös und bedrohlich“.
Die Uraufführung des Songs erfolgte durch Gertrude Lawrence in der Rolle der Liza Elliott, Redakteurin eines Modemagazins. Im Handlungsablauf des Musicals wird das Lied in einer Szene gesungen, in der Elliott sich in der Psychoanalyse an einen Jahrhundertwende-Song erinnert, den sie aus ihrer Kindheit kannte.
Der Song war in dem 1944 Hollywood Film Lady in the Dark aus dem Jahre 1944 nicht enthalten, eine Tatsache, die Ira Gershwin nicht nachvollziehbar fand:

“Later, when Lady in the Dark was filmed, the script necessarily had many references to the song. But for some unfathomable reason the song itself—as essential to this musical drama as a stolen necklace or a missing will to a melodrama—was omitted. Although the film was successful financially, audiences evidently were puzzled or felt thwarted or something, because items began to appear in movie-news columns mentioning that the song frequently referred to in Lady in the Dark was ‘My Ship’. I hold a brief for Hollywood, having been more or less a movie-goer since I was nine; but there are times…”

„Später, als Lady in the Dark verfilmt wurde, hatte der Skript zwangsläufig viele Bezüge auf den Song. Aber aus unerforschlichen Gründen wurde der Song – der für dieses Musikdrama so wichtig war wie ein gestohlenes Halsband oder ein fehlendes Testament für ein Melodrama – weggelassen. Der Film war zwar finanziell erfolgreich, aber die Zuschauer waren sichtlich verwirrt oder fühlten sich ausgebremst oder ähnlich, weil in Film-Nachrichtenrubriken Meldungen auftauchten, die erwähnten das My Ship der Song war auf den in Lady in the Dark oft Bezug genommen wurde. Ich breche eine Lanze für Hollywood, da ich seit meinem zehnten Lebensjahr ein mehr oder weniger regelmässiger Kinobesucher war; aber zuweilen …“

## Coverversionen
Künstler, die den Song aufgenommen haben, umfassen (in alphabetischer Reihenfolge):
- Ernestine Anderson – The Toast of the Nation’s Critics (1958)
- Dorothy Ashby – Soft Winds (1961)
- Cindy Blackman – Works on Canvas (1999)
- Betty Buckley – An Evening at Carnegie Hall (1996)
- Dee Dee Bridgewater – This Is New (Verve, 2002)
- Ron Carter – Peg Leg (Milestone, 1978)
- June Christy – Ballads for Night People (1959)
- Rosemary Clooney – Show Tunes (Concord, 1989)
- Jacqui Dankworth – As the Sun Shines Down on Me (2002)
- Miles Davis with Gil Evans – Miles Ahead (Columbia, 1957)
- Steve Davis – Eloquence (2010)
- Doris Day – I Have Dreamed (1961)
- Judy Garland (1953)
- Charlie Haden und Keith Jarrett – Last Dance (2014)
- Herbie Hancock, Michael Brecker, Roy Hargrove – Directions in Music: Live at Massey Hall (2002)
- Johnny Hartman – The Voice That Is! (1964)
- Caroline Henderson – Lonely House (2013)
- Roland Kirk – I Talk with the Spirits (1964)
- Ute Lemper / John Mauceri – Ute Lemper Sings Kurt Weill, Vol. 2 (1993)
- Udo Lindenberg – Atlantic Affairs (2002)
- Carmen Lundy – Self Portrait (JVC, 1996)
- Doretta Morrow
- Mark Murphy – Midnight Mood (1970) with The Kenny Clarke/Francy Boland Big Band
- Jessye Norman – Lucky to be me (Philips, 1992)
- Sonny Rollins – The Standard Sonny Rollins (RCA Victor, 1964)
- Jamison Ross – All For One (2018)
- Helen Schneider – Walk on the Weill Side (1991)
- George Shearing – My Ship (MPS, 1975)
- Stan Kenton – Road Band '67
- Jeri Southern – When Your Heart’s on Fire (1957)
- Cal Tjader – Soul Burst (1966)
- Dawn Upshaw – I Wish It So (Nonesuch, 1994)
- Cedar Walton – Cedar! (Prestige, 1967)
- Larry Willis – This Time the Dream’s on Me (HighNote, 2012)
- Cassandra Wilson & Jacky Terrasson – Rendezvous (1997)
- Nancy Wilson – Broadway – My Way (1964)

## Auszeichnungen
Im Jahre 2003 gewann Herbie Hancock den Grammy Award für das Best Jazz Instrumental Solo für seine Version des Songs, die auf dem Album Directions in Music: Live at Massey Hall veröffentlicht wurde.